# Etzersdorf-Rollsdorf
Etzersdorf-Rollsdorf est une ancienne commune autrichienne du district de Weiz en Styrie qui a été rattachée au bourg de Sankt Ruprecht an der Raab le 1er janvier 2015.